# Nordic Sugar
Nordic Sugar är ett livsmedelsföretag inriktat på socker för den nordiska marknaden. Det bildades 2009 i samband med att Danisco sålde sin sockerverksamhet (Danisco Sugar) till tyska Nordzucker. Efter namnbytet till Nordic Sugar har företaget fortsatt att använda samma varumärke som tidigare – Dansukker.
Bolaget härstammar delvis från Svenska Sockerfabriks AB och finländska Finska socker Ab. I Sverige bedriver företaget verksamhet i Örtofta.